# 38. Berlini Nemzetközi Filmfesztivál
A 38. Berlini Nemzetközi Filmfesztivál 1988. február 12. és 23. között került megrendezésre, a nyitófilm Reinhard Haufftól a Linie 1 volt. A fesztivál zsűrielnöke eredetileg Gert Fröbe nyugat-német színész lett volna, de betegség miatt lemondta, így Moritz de Hadeln fesztiválszervező Guglielmo Biraghi olasz filmkritikusnak adta a poziciót. Az Arany Medve díjat Csang Ji-mou filmje, a Vörös cirokmező nyerte. A fesztivál retrospektív programját ezúttal a szinsefilmeknek szentelték.

## Zsűri
Az alábbi emberek voltak a fesztivál zsűrijének tagjai:
- Guglielmo Biraghi, olasz újságíró és filmkritikus - Zsűrielnök
- Ellen Burstyn, amerikai színésznő
- Heiner Carow, kelet-német filmkészítő
- Eberhard Junkersdorf, nyugat-német producer
- Tom Luddy, amerikai producer és a Telluride-i Filmfesztivál társalapítója
- Heinz Rathsack, nyugat-német filmtörténész
- Daniel Schmid, svájci filmkészítő
- Andrei Smirnov, szovjet színész és filmkészítő
- Tilda Swinton, brit színésznő
- Anna-Lena Wibom, svéd producer és színésznő
- Pavlos Zannas, görög író és filmkritikus

## A fesztivál programja

### Versenyben lévő filmek
Az alábbi filmek voltak versenyben az Arany Medve- és az Ezüst Medve-díjakért:
| Magyar cím                  | Eredeti cím                  | Rendező                        | Ország                                           |
| --------------------------- | ---------------------------- | ------------------------------ | ------------------------------------------------ |
| Egyik viseli a másik terhét | Einer trage des anderen Last | Lothar Warneke                 | Kelet-Németország                                |
| A híradó sztárjai           | Broadcast News               | James L. Brooks                | Amerikai Egyesült Államok                        |
| A komisszár                 | Комиссар                     | Aleksandr Askoldov             | Szovjetunió                                      |
| Hudodelci                   | Hudodelci                    | Franci Slak                    | Jugoszlávia                                      |
| Zéró pont                   | Ground Zero'"                | Bruce Myles, Michael Pattinson | Ausztrália                                       |
| Av Zamanı                   | Av Zamanı                    | Erden Kıral                    | Törökország                                      |
| Egy bűntény története       | Jarrapellejos                | Antonio Giménez-Rico           | Spanyolország                                    |
| Kung Fu mester              | Kung Fu Master               | Agnès Varda                    | Franciaország                                    |
| Life Classes                | Life Classes                 | William D. MacGillivray        | Kanada                                           |
| Holdkórosok                 | Moonstruck                   | Norman Jewison                 | Amerikai Egyesült Államok                        |
| Királyok anyja              | Matka Królów                 | Janusz Zaorski                 | Lengyelország                                    |
| Phera                       | Phera                        | Buddhadeb Dasgupta             | India                                            |
| Ördögök                     | Les possédés                 | Andrzej Wajda                  | Franciaország                                    |
| Vörös cirokmező             | 紅高粱                       | Csang Ji-mou                   | Kína                                             |
| Theophilos                  | Θεόφιλος                     | Lakis Papastathis              | Görögország                                      |
| Belső tartozás              | La deuda interna             | Miguel Pereira                 | Argentína, Egyesült Királyság                    |
| Walker, a felszabadító      | Walker                       | Alex Cox                       | Amerikai Egyesült Államok, Mexikó, Spanyolország |
| Wohin?                      | Wohin?                       | Herbert Achternbusch           | Nyugat-Németország                               |
| Yasemin                     | Yasemin                      | Hark Bohm                      | Nyugat-Németország, Törökország                  |

### Versenyen kívül
- Alice (Něco z Alenky) - Jan Švankmajer (Csehszlovákia, Egyesült Királyság)
- Больше света Bol'se sveta! - Marina Babak (Szovjetunió)
- Chuck Berry: Hail! Hail! Rock 'n' Roll - Taylor Hackford (Amerikai Egyesült Államok)
- Kiálts szabadságot (Cry Freedom) - Richard Attenborough (Egyesült Királyság)
- A Nap birodalma (Empire of the Sun) - Steven Spielberg (Amerikai Egyesült Államok)
- Linie 1 - Reinhard Hauff (Nyugat-Németország)
- Kis Dorrit (Little Dorrit) - Christine Edzard (Egyesült Királyság)
- Call Girl ötszázért (Nuts) - Martin Ritt (Amerikai Egyesült Államok)
- Powaqqatsi - Változó világ (Powaqqatsi) - Godfrey Reggio (Amerikai Egyesült Államok)
- Szeptember (September) - Woody Allen (Amerikai Egyesült Államok)
- Aszja Kljacsina története (Istoriya Asi Klyachinoy, kotoraya lyubila, da ne vyshla zamuzh) - Andrej Koncsalovszkij (Szovjetunió)

### Retrospektív
Az alábbi filmeket vetítették a "The History of Colour Film" című retrospektív programban:
| Magyar cím                                    | Eredeti cím                                   | Rendező | Ország                                          |
| --------------------------------------------- | --------------------------------------------- | --- | ----------------------------------------------- |
| A Colour Box                                  | A Colour Box                                  | Len Lye | Egyesült Királyság                              |
| Robin Hood kalandjai                          | The Adventures of Robin Hood                  | Kertész Mihály | Amerikai Egyesült Államok                       |
| Tamás urfi kalandjai                          | The Adventures of Tom Sawyer                  | Norman Taurog | Amerikai Egyesült Államok                       |
| Diadalmas szerelem                            | A Matter of Life and Death                    | Pressburger Imre, Michael Powell | Egyesült Királyság                              |
| Anticipation of the Night                     | Anticipation of the Night                     | Stan Brakhage | Amerikai Egyesült Államok                       |
| Csillag születik                              | A Star Is Born                                | William A. Wellman | Amerikai Egyesült Államok                       |
| A zenekar koncertje                           | The Band Concert                              | Wilfred Jackson | Amerikai Egyesült Államok                       |
| Barry Lyndon                                  | Barry Lyndon                                  | Stanley Kubrick | Egyesült Királyság, Amerikai Egyesült Államok   |
| New York szépe                                | The Belle of New York                         | Charles Walters | Amerikai Egyesült Államok                       |
| The Birth of The Robot                        | The Birth of The Robot                        | Len Lye | Egyesült Királyság                              |
| Fekete nárcisz                                | Black Narcissus                               | Pressburger Imre, Michael Powell | Egyesült Királyság                              |
| Vér és homok                                  | Blood and Sand                                | Rouben Mamoulian | Amerikai Egyesült Államok                       |
| Brigadoon titka                               | Brigadoon                                     | Vincente Minnelli | Amerikai Egyesült Államok                       |
| Dr. Caligari                                  | Das Cabinett des Dr.Caligari                  | Robert Wiene | Németország                                     |
| Karumen kokyô ni kaeru                        | カルメン故郷に帰る                            | Keisuke Kinoshita | Japán                                           |
| Kreise                                        | Kreise                                        | Oskar Fischinger | Németország                                     |
| Komposition in Blau                           | Komposition in Blau                           | Oskar Fischinger | Németország                                     |
| Concerning $1000                              | Concerning $1000                              | (ismeretlen rendező) | Amerikai Egyesült Államok                       |
| La Cucaracha                                  | La Cucaracha                                  | Lloyd Corrigan | Amerikai Egyesült Államok                       |
| Mister X                                      | Doctor X                                      | Kertész Mihály | Amerikai Egyesült Államok                       |
| Párbaj a napon                                | Duel in the Sun                               | King Vidor | Amerikai Egyesült Államok                       |
| English Harvest                               | English Harvest                               | Humphrey Jennings | Egyesült Királyság                              |
| Fantázia                                      | Fantasia                                      | James Algar, Samuel Armstrong, Ford Beebe Jr., Norman Ferguson, David Hand, Jim Handley, T. Hee, Wilfred Jackson, Hamilton Luske, Bill Roberts, Paul Satterfield, Ben Sharpsteen | Amerikai Egyesült Államok                       |
| Akiért a harang szól                          | For Whom the Bell Tolls                       | Sam Wood | Amerikai Egyesült Államok                       |
| Vier um die Frau                              | Vier um die Frau                              | Fritz Lang | Németország                                     |
| Allah kertje                                  | The Garden of Allah                           | Richard Boleslawski | Amerikai Egyesült Államok                       |
| Jigokumon                                     | 地獄門                                        | Teinosuke Kinugasa | Japán                                           |
| Gloria!                                       | Gloria!                                       | Hollis Frampton | Amerikai Egyesült Államok                       |
| Démonok iskolája                              | Gold Diggers of Broadway                      | Roy Del Ruth | Amerikai Egyesült Államok                       |
| Gone To Earth                                 | Gone To Earth                                 | Emeric Pressburger, Michael Powell | Egyesült Királyság                              |
| Große Freiheit Nr. 7                          | Große Freiheit Nr. 7                          | Helmut Käutner | Németország                                     |
| Opfergang                                     | Opfergang                                     | Veit Harlan | Németország                                     |
| Gypsy Sweetheart                              | Gypsy Sweetheart                              | Ralph Staub | Amerikai Egyesült Államok                       |
| Az Usher-ház bukása                           | House of Usher (1960)                         | Roger Corman | Amerikai Egyesült Államok                       |
| L’Inhumaine                                   | L’Inhumaine                                   | Marcel L'Herbier | Franciaorszáv                                   |
| Johnny Guitar                                 | Johnny Guitar                                 | Nicholas Ray | Amerikai Egyesült Államok                       |
| Jazzkirály                                    | King of Jazz                                  | John Murray Anderson | Amerikai Egyesült Államok                       |
| Késő ősz                                      | 秋日和                                        | Yasujirō Ozu | Japán                                           |
| Lola                                          | Lola                                          | Rainer Werner Fassbinder | Nyugat-Németország                              |
| Made in U.S.A.                                | Made in U.S.A.                                | Jean-Luc Godard | Franciaország                                   |
| Märkische Fahrt                               | Märkische Fahrt                               | Kurt Rupli | Németország                                     |
| Memphis Belle: A Story of a Flying Fortress   | Memphis Belle: A Story of a Flying Fortress   | William Wyler | Amerikai Egyesült Államok                       |
| Moby Dick                                     | Moby Dick                                     | John Huston | Amerikai Egyesült Államok                       |
| Mode in Paris und Berlin vor dem 1. Weltkrieg | Mode in Paris und Berlin vor dem 1. Weltkrieg | (ismeretlen rendező) | Németország                                     |
| Moulin Rouge                                  | Moulin Rouge                                  | John Huston | Egyesült Királyság                              |
| Münchhausen                                   | Münchhausen                                   | Josef von Báky | Némwtország                                     |
| Muratti greift ein                            | Oskar Fischinger                              | | Némwtország                                     |
| A panoptikum rejtélye                         | Mystery of the Wax Museum                     | Kertész Mihály | Amerikai Egyesült Államok                       |
| Grunya Kornakova                              | Соловей-Соловушко                             | Nikolai Ekk | Szovjetunió                                     |
| Szívbéli                                      | One From The Heart                            | Francis Ford Coppola | Amerikai Egyesült Államok                       |
| On Parade                                     | On Parade                                     | George Pal | Egyesült Királyság                              |
| Foglalkozása: riporter                        | Professione: reporter                         | Michelangelo Antonioni | Olaszország, Spanyolország, Franciaország       |
| A halál kocsisa                               | Körkarlen                                     | Victor Sjöström | Svedország                                      |
| Potsdam                                       | Potsdam                                       | (ismeretlen rendező) | Németország                                     |
| La Belle Meunière                             | La Belle Meunière                             | Marcel Pagnol | Franciaország                                   |
| A nyugodt férfi                               | The Quiet Man                                 | John Ford | Amerikai Egyesült Államok                       |
| Ramona                                        | Ramona                                        | Henry King | Amerikai Egyesült Államok                       |
| A piros léggömb                               | Le ballon rouge                               | Albert Lamorisse | Franciaország                                   |
| Piros cipellők                                | The Red Shoes                                 | Pressburger Imre, Michael Powell | Egyesült Királysáv                              |
| A folyó                                       | Le Fleuve                                     | Jean Renoir | Franciaország, India, Amerikai Egyesült Államok |
| Érzelem                                       | Senso                                         | Luchino Visconti | Olaszország                                     |
| Serene Velocity                               | Serene Velocity                               | Ernie Gehr | Amerikai Egyesült Államok                       |
| Sárga szallagot viselt                        | She Wore A Yellow Ribbon                      | John Ford | Amerikai Egyesült Államok                       |
| Sons of Liberty                               | Sons of Liberty                               | Kertész Mihály | Amerikai Egyesült Államok                       |
| The Sword of Monte Cristo                     | The Sword of Monte Cristo                     | Maurice Geraghty | Amerikai Egyesült Államok                       |
| A kis Muck története                          | Die Geschichte vom kleinen Muck               | Wolfgang Staudte | Kelet-Németország                               |
| A három kismalac                              | Three Little Pigs                             | Burt Gillett | Amerikai Egyesült Államok                       |
| A tenger vámja                                | The Toll of the Sea                           | Chester M. Franklin | Amerikai Egyesült Államok                       |
| Szenvedély                                    | The Trail of the Lonesome Pine                | Henry Hathaway | Amerikai Egyesült Államok                       |
| Bajok Harryvel                                | The Trouble with Harry                        | Alfred Hitchcock | Amerikai Egyesült Államok                       |
| A facipő fája                                 | L'albero d'egli zoccoli                       | Ermanno Olmi | Olaszország                                     |
| Unser Hindenburg                              | Unser Hindenburg                              | (ismeretlen rendező) | Németország                                     |
| Vikingek                                      | The Viking                                    | Roy William Neill | Amerikai Egyesült Államok                       |
| Út a boldogság felé                           | Way Down East                                 | David Wark Griffith | Amerikai Egyesült Államok                       |
| Elrontja Rock Huntert a siker?                | Will Success Spoil Rock Hunter?               | Frank Tashlin | Amerikai Egyesült Államok                       |
| Borets i kloun                                | Борец и клоун                                 | Boris Barnet, Konstantin Yudin | Szovjetunió                                     |

## Győztesek
- Arany Medve: Vörös cirokmező (Csang Ji-mou)
- Zsűri Nagydíja: A komisszár (Aleksandr Askoldov)
- Ezüst Medve díj a legjobb rendezőnek: Norman Jewison (Holdkórosok)
- Ezüst Medve díj a legjobb színésznőnek: Holly Hunter (A híradó sztárjai)
- Ezüst Medve díj a legjobb színésznek: Manfred Möck, Jörg Pose (Egyik viseli a másik terhét)
- Ezüst Medve díj egyedülálló teljesítményért: Királyok anyja (Janusz Zaorski)
- Ezüst Medve díj a kiemelkedő művészi teljesítményért: Belső tartozás (Miguel Pereira)
- FIPRESCI-díj
  - A komisszár (Aleksandr Askoldov)

## Fordítás
- Ez a szócikk részben vagy egészben  a(z)   38th Berlin International Film Festival című angol Wikipédia-szócikk fordításán alapul.  Az eredeti cikk szerkesztőit annak laptörténete sorolja fel. Ez a jelzés csupán a megfogalmazás eredetét és a szerzői jogokat jelzi, nem szolgál a cikkben szereplő információk forrásmegjelöléseként.